# Pierre Gonard
Pour les articles homonymes, voir Gonard.
Pierre Gonard, né le 15 avril 1909 à Bert et mort le 23 septembre 1989 à Vichy, est un homme politique français, sénateur de l'Allier.

## Biographie
Issu d'une famille de dix enfants, Pierre Gonard est artisan menuisier à Bert. A la Libération, il est élu maire de Bert, puis en 1949 conseiller général du canton de Jaligny-sur-Besbre, fonctions qu'il conserve jusqu'à sa mort. Il succède comme sénateur à Roger Besson, dont il était le suppléant, à la mort de celui-ci, le 24 décembre 1970 ; mais, battu par Jean Cluzel, il ne conserve pas son mandat au renouvellement de septembre 1971. 

## Détail des fonctions et des mandats
Mandats locaux
- Maire de Bert de 1945 à sa mort.
- 1949 - 1989 : conseiller général du canton de Jaligny-sur-Besbre.

Mandat parlementaire
- 24 novembre 1970 - 1er octobre 1971 : sénateur de l'Allier.